# Cajvana
Cajvana è una città della Romania di 8 362 abitanti, ubicata nel distretto di Suceava, nella regione storica della Bucovina. 
Fa parte dell'area amministrativa anche la località di Codru.
Cajvana ha ottenuto lo status di città nel 2004.